# Katherine McNamara
Katherine 'Kat' Grace McNamara (Kansas City, 22 de novembro de 1995), é uma atriz estadunidense. É mais conhecida por interpretar Clary Fray em Shadowhunters e Mia Smoak em Arrow.

## Biografia
McNamara nasceu na cidade de Kansas City, localizada no Missouri nos Estados Unidos, é filha única de Ursula e Evan McNamara, que serviu nas forças armadas dos Estados Unidos. Ela foi criada na cidade de Lee's Summit, Missouri, e se mudou para a cidade de Los Angeles na Califórnia em 2011, aos 16 anos. 
Na infância, McNamara foi uma aluna avançada em determinadas matérias, o que resultou em seu ensino em casa parcial. Em 2009, ela recebeu o seu diploma do ensino secundário aos 14 anos.
Em 2012, aos 17 anos, McNamara se formou summa cum laude com um diploma de Bacharel em Administração de Empresas pela Universidade Drexel da cidade de Filadélfia, concluindo grande parte do seu curso por ensino a distância, devido a agenda movimentada. Em julho de 2017, ela disse que estava matriculada em um programa de mestrado online em literatura na Universidade Johns Hopkins, situada na cidade de Baltimore.

## Carreira
Kat McNamarra estrelou em séries como Drop Dead Diva e também 30 Rock. Ela também participou de alguns filmes como Noite de Ano Novo. E sim ela foi convidada para estrelar o remake de Tom Sawyer e Huckleberry Finn.
Ela apareceu na série de televisão Kickin' It da Disney Channel, onde ela tinha um papel recorrente interpretando a personagem Claire, uma rival de Kim. Ela também apareceu como Myra Santelly no filme Girl vs. Monster, da Disney Channel.
Kat McNamara chamada de Kat fez parte do elenco da série de televisão Happyland, da MTV, interpretando Harper, uma moradora do parque, que vai atrás de Ian, apesar do fato de que ela tem um namorado, Will, um artista do parque.
Em 22 de Dezembro de 2014, foi anunciado que Kat Mcnamara estava no elenco do filme Maze Runner: The Scorch Trials, sequência de The Maze Runner, interpretando Sonya, uma co-líder do Grupo B.
Katherine McNamara interpretou Kat na terceira temporada de The Fosters.
Entre 2016 e 2019, McNamara interpretou a protagonista caçadora das sombras Clary Fray, na série de televisão Shadowhunters da Freeform, que é a adaptação televisiva da famosa série best-seller literária The Mortal Instruments, da escritora Cassandra Clare. Onde faz par romântico principal com o personagem do ator Dominic Sherwood e brevemente com o personagem do ator Alberto Rosende.
A partir de 2018, passou a atuar na série de televisão Arrow da The CW, onde se juntou ao elenco recorrente na sétima temporada para interpretar Mia Smoak Queen, a filha do protagonista Oliver Queen (interpretado por Stephen Amell) e Felicity Smoak (interpretada por Emily Bett Rickards). Logo depois, na oitava e última temporada, ela foi promovida ao elenco regular.

## Filmografia
| Ano  | Título                                          | Personagem     | Nota            |
| ---- | ----------------------------------------------- | -------------- | --------------- |
| 2007 | The Bride & the Groom                           | Wedding guest  | Pequeno         |
| 2008 | All Roads Lead Home                             | Fair Goer      | Não Creditado   |
| 2008 | Matchmaker Mary                                 | Mary Carver    | Protagonista    |
| 2009 | Sam Steele and the Junior Detective Agency      | Emma Marsh     | Protagonista    |
| 2010 | The Nuclear Standard                            | Penny          | Coadjuvante     |
| 2010 | Get Off My Porch                                | Mary           | Coadjuvante     |
| 2011 | Last Will                                       | Wedding Guest  | Não Creditado   |
| 2011 | Sam Steele and the Crystal Chalice              | Emma Marsh     |                 |
| 2011 | New Year's Eve                                  | Lily Bowman    |                 |
| 2012 | Last Ounce of Courage                           | Caroler        |                 |
| 2012 | Girl vs. Monster                                | Myra Santelli  | Filme para TV   |
| 2013 | Contest                                         | Sarah O'Malley | Filme para TV   |
| 2013 | The Surgeon General                             | Lily Sherman   | Filme para TV   |
| 2013 | Tom Sawyer & Huckleberry Finn                   | Becky Thatcher |                 |
| 2014 | Little Savages                                  | Tiffany        |                 |
| 2015 | R.L. Stine's Monsterville: The Cabinet of Souls | Lilith         | co-protagonista |
| 2015 | A Sort of Homecoming                            | Rose           |                 |
| 2015 | Maze Runner: The Scorch Trials                  | Sonya          |                 |
| 2015 | Natural Selection                               | Paige Thomas   |                 |
| 2018 | Maze Runner: The Death Cure                     | Sonya          |                 |
| TBA  | El Tonto                                        | TBA            | Pós-produção    |

| Ano       | Título                                  | Presonagem                  | Notas                                                          |
| --------- | --------------------------------------- | --------------------------- | -------------------------------------------------------------- |
| 2010      | R.L. Stine's The Haunting Hour          | Jodanna                     | 1 episódio                                                     |
| 2011      | Law & Order: Special Victims Unit       | Jasmine                     |                                                                |
| 2011      | 30 Rock                                 | Meagan                      |                                                                |
| 2011      | Drop Dead Diva                          | Ann Logan                   | {{T:3ª/EP:11}}                                                 |
| 2012      | Glee                                    | Bunhead #1                  | {{T:4/EP:3}}                                                   |
| 2012      | Sketchy                                 | Iris                        |                                                                |
| 2012      | Madison High                            | Cherri O'Keefe              |                                                                |
| 2012      | Austin & Ally                           | uncredited                  |                                                                |
| 2012-2013 | Kickin' It                              | Claire                      | 3 episódios                                                    |
| 2013      | Touch                                   | Evie Woods                  | 1 episódio                                                     |
| 2013      | Jessie                                  | Bryn Breitbart              | 2 episódios                                                    |
| 2013      | The Thundermans                         | Tara Campbell               | Episódio: "Dinner Party"                                       |
| 2014      | Happyland                               | Harper Munroe               | Protagonista                                                   |
| 2014      | CSI: Crime Scene Investigation          | Angela Ward/Tangerine       | Episódio: "Long Road Home"                                     |
| 2014      | Workaholics                             | Haley                       | Episódio: "Beer Heist"                                         |
| 2014      | Transformers: Rescue Bots               | Priscilla Pynch (voice)     | 3 episódio                                                     |
| 2014      | Unforgettable                           | Young Carrie Wells          | Episódio: "Reunion"                                            |
| 2015      | The Fosters                             | Ekaterina                   | 3 episódios                                                    |
| 2016-2019 | Shadowhunters                           | Clary Fray                  | Protagonista                                                   |
| 2018–2020 | Arrow                                   | Mia Smoak Queen / Mia Queen | Elenco recorrente (7ª temporada) Elenco regular (8ª temporada) |
| 2018      | Happy Together                          | Sarah                       | Episódio: "Home Insecurity"                                    |
| 2019      | Spirit Riding Free: Spirit of Christmas | Sally Jessup                | Voz; especial televisivo                                       |
| 2019      | Supergirl                               | Mia Smoak                   | Episódio: "Crisis on Infinite Earths Part 1                    |
| 2019      | Batwoman                                | Mia Smoak                   | Episódio: "Crisis on Infinite Earths Part 2"                   |
| 2019      | The Flash                               | Mia Smoak                   | Episódio: "Crisis on Infinite Earths Part 3"                   |
| 2020      | The Stand                               | Julie Lawry                 | Futura minissérie                                              |